# NGC 413
NGC 413 је спирална галаксија у сазвежђу Кит која се налази на NGC листи објеката дубоког неба.
Деклинација објекта је - 2° 47' 36" а ректасцензија 1h 12m 31,3s. Привидна величина (магнитуда) објекта NGC 413 износи 14,2 а фотографска магнитуда 14,9. NGC 413 је још познат и под ознакама MCG -1-4-13, PGC 4347.